# Lupfig
Lupfig is een gemeente en plaats in het Zwitserse kanton Aargau, en maakt deel uit van het district Brugg.
Lupfig telt 2.187 inwoners.